# Olle Bexell
Olle Bexell (Luleå, 14 giugno 1909 – Uppsala, 6 gennaio 2003) è stato un multiplista svedese, campione europeo del decathlon a Parigi 1938.

## Carriera
Ha partecipato ai Giochi olimpici di Berlino 1936 giungendo 7º.

## Palmarès
| Anno | Manifestazione     | Sede   | Evento    | Risultato | Punteggio |
| ---- | ------------------ | ------ | --------- | --------- | --------- |
| 1938 | Campionati europei | Parigi | Decathlon | Oro       |           |